# Classe Casablanca
La classe Casablanca fu una classe di portaerei di scorta della United States Navy, composta da 50 unità entrate in servizio tra il 1943 e il 1944.
Le Casablanca erano una classe di navi, ricavate da mercantili, studiate e progettate da Henry J. Kaiser per aumentare la capacità di trasporto aereo dell'U.S. Navy, le cui necessità, specie per gli sbarchi anfibi, erano in costante aumento. Esse combatterono soprattutto come navi di supporto per gli sbarchi anfibi, contribuendo alla supremazia americana in maniera determinante e liberando la flotta principale di portaerei da tali compiti, eseguibili anche da navi poco potenti, capaci di una velocità di 18-20 nodi (piuttosto ridotta). Potevano trasportare 9 bombardieri in picchiata, 9 caccia e 9 siluranti.
La prima unità ad essere completata fu la Attu; tutte le navi furono utilizzate nell'Oceano Pacifico tranne due, la Guadalcanal e la Kasaan Bay, che servirono nell'Atlantico. Tutte le navi della classe furono radiate alla fine della guerra.